# BICz-21
BICz-21 (ros. БИЧ-21) – radziecki, eksperymentalny samolot wyścigowy, konstrukcji Borysa Iwanowicza Czeranowskiego, zbudowany pod koniec lat 30. XX wieku.

## Historia
Opierając się na doświadczeniach z budowy poprzednich swoich bezogonowych samolotów, Borys Czeranowski zaprojektował maszynę sportową, mającą wziąć udział w wyścigach lotniczych. Tego typu zawody był popularne w latach 30. szczególnie w Stanach Zjednoczonych i Francji. Podobne zawody w Związku Radzieckim rozgrywane były pod patronatem paramilitarnej organizacji Osoawiachim (ОСОАВИАХИМ). W sierpniu 1941 roku miały zostać rozegrane, największe do tego czasu, wyścigi samolotów zorganizowane przez Osoawiachim. Nowy samolot otrzymał oznaczenie BICz-21. Prace projektowe rozpoczęto w 1938 roku. Sięgnięto po sprawdzoną, wcześniejszą konstrukcję BICz-20, którą poddano modernizacji. Przede wszystkim wymieniono silnik, montując nową, mocniejszą jednostkę MW-6, będącą licencyjną wersją francuskiego silnika rzędowego Renault 6P. Z uwagi na większe rozmiary silnika, podwyższono kadłub. Kabina pilota tylko nieznacznie wystawała ponad obrys kadłuba. Maszyna posiadała wciągane podwozie z tylnym kółkiem ogonowym. Do chowania podwozia w locie wykorzystywana była instalacja pneumatyczna. Zastosowano odwrócone skrzydło typu mewa. Na całej krawędzi spływu skrzydła znajdowały się podwieszone klapolotki, z powodzeniem zastępujące w locie ster wysokości oraz lotki, używane w samolotach o klasycznej konstrukcji. W 1940 roku ukończono budowę maszyny, a w styczniu 1941 roku rozpoczęto próby w powietrzu. Badania w locie przebiegały pomyślnie do kwietnia 1941 roku, kiedy to pilotujący samolot pilot, bez wcześniejszego doświadczenia w lotach na tego typu maszynach, doprowadził do błędu, którego rezultatem był kapotaż samolotu. Maszyna została skierowana do remontu, ale niemiecki atak na Związek Radziecki 22 czerwca tego samego roku, przerwał wszelkie prace nad BICz-21.